# プライベートバンカー (テレビドラマ)
『プライベートバンカー』は、2025年1月9日から3月6日までテレビ朝日系「木曜ドラマ」枠で放送されたテレビドラマ。主演は唐沢寿明。

## あらすじ
富裕層を相手に資産形成や資産管理のアドバイスを行うマネーのプロフェッショナル・プライベートバンカーである庵野甲一。家族間の揉め事の解決やビジネスの助言など、資産を守るためなら何でもする庵野は、資産7千億の天宮寺アイナグループ社長・天宮寺丈洋から下町の団子屋「だんごの鶴松」の2代目社長・飯田久美子を守ってほしいと依頼される。
庵野は、巨額投資詐欺に遭い、5億円の借金を負った彼女を助けるため、信頼を寄せる助手・御子柴修とともに巨額投資詐欺に関わっていた銀行員と食品会社社長を調査し、巨額投資詐欺の全容解明に乗り出す。庵野と御子柴は丈洋の協力を得て久美子が騙し取られた5億円を奪い返すことに成功する。
そんな庵野に丈洋は、天宮寺家のプライベートバンカーとなり、自身の資産を一族の人間から守るように依頼する。

## キャスト

### 主要人物
庵野甲一（あんの こういち）〈58〉
演 - 唐沢寿明
幅広い人脈と圧倒的な金融知識を持ち、富裕層の資産を守るためなら何でもする、資産10億円以上の大富豪しか相手にしない凄腕プライベートバンカー。

### 周辺人物
飯田久美子（いいだ くみこ）〈55〉
演 - 鈴木保奈美
「だんごの鶴松」の2代目社長。金融知識が乏しく、巨額投資詐欺に遭い、5億円の負債を負うが、庵野の協力で5億円を取り返すことに成功する。それ以降は庵野の助手として活動しており、金融知識を身につけていくことになる。
宇佐美健と鶴子の実の娘。

御子柴修（みこしば おさむ）〈30〉
演 - 上杉柊平
庵野が信頼する助手。かつて庵野が在籍していた大手証券会社出身。

### 天宮寺一族 / 天宮寺アイナグループ
天宮寺沙織（てんぐうじ さおり）〈43〉
演 - 土屋アンナ（幼少時：モモカY）
天宮寺家の長女で、「天宮寺アイナグループ」の常務取締役。
庵野から美琴が会社の株を担保に300億円を借り、経営が立ち行かなくなったライバル店に融資し、相手の土地や企業を奪い取っていたことを聞かされ、美琴に解任を要求するが、逆に150億円で株を買い取る代わりに経営から退くことを要求される。そして、庵野から会社に損害を与えたことを理由に株主代表訴訟の恐れがあることを説得されたことで代表から退くことを決意する。

天宮寺努（てんぐうじ つとむ）〈45〉
演 - 安井順平（幼少時：猪川尚真）
天宮寺家の長男で、「天宮寺アイナグループ」の常務取締役。

天宮寺果澄（てんぐうじ かすみ）〈40〉
演 - MEGUMI
努の嫁。

天宮寺昴（てんぐうじ すばる）〈40〉
演 - 吉田ウーロン太（幼少時：齊田晴仁）
天宮寺家の次男で、民自党議員。
久松からキックバックされた裏金を好意を寄せる女性に渡していたというパパ活スキャンダルが報じられるが、庵野たちの調査で久松によって仕組まれていたことを聞かされる。そして、記者会見で久松に裏金を渡されていたことを暴露すると、その責任をとって辞職し、天宮寺アイナグループの専務となる。

天宮寺美琴（てんぐうじ みこと）〈72〉
演 - 夏木マリ（青年期：田中玲）
「天宮寺アイナグループ」副社長。

天宮寺丈洋（てんぐうじ たけひろ）〈79〉
演 - 橋爪功（青年期：粕谷征護）
資産7千億の大富豪で、外食業界のトップに君臨する「天宮寺アイナグループ」社長。

天宮寺海斗
演 - 川原瑛都
沙織の息子。

鮎川亜里沙
演 - 井本彩花
天宮寺家の家政婦。

加藤
演 - 山本栄司
眼帯をしている執事。

伊勢崎大和〈60〉
演 - 吹越満（第3話 - 第5話・最終回）
天宮寺アイナグループ・専務および子会社である天宮寺アート・役員。40年間勤務する美琴の右腕で、沙織からも信頼されていた。
天宮寺家の金を横領しており、そのことを庵野に明かされると、会社を去ることとなり、美琴の闇が隠されたハードディスクを渡す。

### ゲスト

#### 第1話
志穂
演 - 重田千穂子（最終回）
「だんごの鶴松」従業員。

飯田芹奈
演 - 秋好美桜（最終回）
久美子の娘。

東堂誠也
演 - 袴田吉彦
投資詐欺で久美子を騙す「徳川銀行」行員。

宇佐美卓也
演 - 要潤
冷凍ハンバーグで有名な「宇佐美食研」2代目社長。

真栄沢
演 - 前澤友作
庵野の顧客の資産家。彼を丈洋へと繋ぐ。

宇佐美健
演 - 緒方賢一
「宇佐美食研」会長。卓也の父。

社員
演 - 河内浩
カジノ豪遊疑惑で『週刊文慧』からの質問状がきたことを社長に報告する宇佐美食研幹部社員。

家政婦
演 - 菊地由希子
宇佐美健宅の家政婦。

アナウンサー
声 - 柳下圭佑（テレビ朝日アナウンサー）
久美子が投資したアクロ・インテリジェンス社の経営破綻を伝える。

受付
演 - 山本かれん
「宇佐美食研」の受付嬢。
- 農塚誓志、宇野結也[17]、佐藤旭、松澤重雄、榎本凛[18]、岡崎宏[19]、菅野芳房

#### 第2話
霧島幸絵〈26〉
演 - 恒松祐里
努にマンツーマン指導をしているヨガ教室の講師。実は努が個人設立した資産管理会社が保有するマンションに出入りする彼の愛人。
不倫の事実を知った果澄によってマンションを追い出され、ヨガの仕事もクビとなるが、庵野から努が節税のために利用していたことや6股不倫をされていたことを聞かされると、努の元へ不倫相手たちと向かい、努から譲り受けた株の購入を求めた。6股不倫の証拠を突き付けて努を追い込み、株を購入させる。

原田
演 - 岩永ひひお
努の運転手。実は果澄と不倫しており、努を突き落として殺そうとした。

リオ、ジュナ、レイカ、モモ、アミ
演 - 水湊美緒、あらた唯、西尾茉侑、宝生真里奈、ヒロミカナ
努が通っているラウンジのラウンジ嬢。

ヨガ講師
演 - 小野瀬みらい

#### 第3話
天宮寺宏樹（てんぐうじ ひろき）〈45〉
演 - 玉木宏（友情出演）
沙織の夫。天宮寺アイナグループ 企画部長で天宮寺テクノロジーズ 役員。天宮寺家の娘婿で美琴に頭が上がらない。
海斗を連れ去った美琴から、海斗を養子縁組にするよう要求されたのを逆らったことで昇進という名目で実質の左遷をされる。その後、取締役に昇進する話が美琴から持ち掛けられるが、庵野から自身をクビにするための罠であることが明かされると、美琴に背いて会社を辞め、天宮寺とは距離を置き、海斗ともに自分たちの力だけで生きることを決める。

谷岡、男性
演 - 内野謙太、田中瑛祐
本社企画部の宏樹の部下。

役員
演 - 池浪玄八（第7話・第8話）、殺陣剛太（第7話・第8話）
天宮寺アイナグループの役員。

通訳
演 - 斎藤陸
美琴の商談で通訳する男性。

外国人男性
演 - CristopheD

#### 第4話
久松康雄（ひさまつ やすお）
演 - 堺正章（友情出演）
穏やかで清廉潔白なイメージの大物政治家。だが、実際には秘書を使って暗号資産から裏金を作っていた。
庵野たちの行動を察知すると丈洋を使って、天宮寺家に圧力をかけ、天宮寺アイナグループに国税の査察調査を入れさせようとするが、昴が記者会見で裏金を渡されていたことを暴露され、庵野からも孝雄に対して犯人隠避をしていたことを暴露される。

望月正太郎
演 - 岩瀬亮
康雄の秘書。実は10年前に海外留学中に交通事故で亡くなったとされる康雄の息子・久松孝雄（ひさまつ たかお）。だが、実際には巨額の詐欺事件を起こして康雄によって海外へと逃亡していた。

岩崎愛美
演 - 青野楓
昴にダンス留学の費用をねだるパパ活女子。

記者
演 - 比佐仁
昴に路上で昴のパパ活を突撃取材する『週刊イズム』の記者。

専門家
演 - 紺野ふくた
日本暗号資産運用協会主催の「みんなで学ぼう!暗号資産規制法」勉強会で解説する専門家。

司会
演 - 荒川浩平
「みんなで学ぼう!暗号資産規制法」司会者。

記者
演 - 舟津大地
暴落した暗号資産・ピッピコインについて質問する。

コメンテーター
演 - 松村遼、竹林文雄
テレビ番組「News ON」のコメンテーター。

記者
演 - 板垣まゆ
昴の記者会見を中継するCTNの記者。

相対屋（あいたいや）
演 - 丸藤慶治（第5話）、Rohan K（第5話）
海外の暗号資産を現金で買い取る業者。

#### 第5話
柳原咲子
演 - 西原亜希
天宮寺アイナグループの子会社・天宮寺アートの仕入れ担当社員。美術作品の購入はすべて彼女が行っている。

社員
演 - 大網亜矢乃、湯川尚樹
天宮寺アートの社員。

次村一
演 - 遠藤綱幸
天宮寺アートが最も取引している美術作品代理店 アートスマート 社長。アティレギャラリー主催の展示会にも関わっている。

店員
演 - 北村瞳
天宮寺アートの社員たちが久美子の歓迎会を開いた店のレジ店員。

アーティスト
演 - テット・ワダ
アティレギャラリー主催の展示会に作品を出品しているアーティスト。庵野と顔見知り。

男
声 - 山岸治雄
「約束の期限です。300万すぐに振り込んで下さい」と大和を電話で脅す男。

#### 第6話
相馬英美子（そうま えみこ）
演 - 山崎静代（南海キャンディーズ、第1話・第4話）
丈洋の暮らす高級老人ホーム「グランソナーレ」の介護士。真面目で優しいので、入所者からもスタッフからも人気があり、悪い評判は一切なかった。
丈洋に対して献身的な世話をしており、養子に迎え入れて資産5,082億円相続の候補者にする、と言われる。だが、丈洋が相続税対策のために財団法人を作ると提案されるが、庵野たちによって老い先短い高齢者に近づいて養子に入り、遺産をせしめるプロ養子であることが明かされると、養子縁組を解消され、介護施設からも姿を消す。

島崎千智
演 - 阿南敦子
高級老人ホーム「グランソナーレ」スタッフ。見学に来た久美子たちに施設を案内する。

与田昭子
演 - 芝村洋子
英美子に介護されていた隆の妻。英美子を養子にしたが、隆が亡くなって遺産相続した途端に家に寄り付かなくなった、と語る。

入所者の家族
演 - 佐久間哲、相馬有紀実、佐藤まんごろう
「グランソナーレ」入所者の家族。英美子が入所者の食事にヒ素を混ぜている、と施設に怒鳴り込む。

店員
演 - 野村啓介、新田ゆう、伊吹空次朗
英美子行きつけの高級ブランドショップ「Chlea」の店員。

#### 第7話
岡田大輔
演 - ウエンツ瑛士
アメリカ帰りの実力派プライベートバンカー。沙織のアメリカの大学時代の友人。
沙織のクーデターを計画し、美琴を解任させて彼女をハナウマハンバーグの代表取締役に就任させる。だが、庵野によって自分のクライアントの不要になったものを天宮寺アイナグループに購入させ、両方から手数料を巻き上げていたことを明かされ、プライベートバンカーを解任される。

社員
演 - 葉山昴、丸山龍星
ハツラツミートと岩田卵から契約打ち切りされたと報告するハナウマハンバーグ社員。

#### 第8話
担当医
演 - 林家三平
丈洋の担当医。

加賀谷
演 - 近江谷太朗
天宮寺家の顧問弁護士。

キャスター
演 - 吉野真治（テレビ朝日アナウンサー、最終回）
天宮寺アイナグループの吸血スキームを報道する。

#### 最終回
京極宗一郎
演 - 五頭岳夫（第1話）
「だんごの鶴松」の常連客。印鑑を指輪として付けている。実は資産家で庵野の顧客。

南野
演 - 宇梶剛士
天宮寺家のメインバンクである「徳川銀行」常務取締役。美琴への個人融資を一括返済するよう迫る。

鷹崎
演 - 中野英雄
努の大学からの友人。外資系ファンド「レクタスインベストメント」勤務。天宮寺グループのホワイトナイトになる、と提案する。

井原好美
演 - 屋敷紘子
吸血スキームで天宮寺グループにすべてを奪われ、実名を出して告発する元経営者。

部下
演 - 友岡靖雅
南野の部下。

氏原、清水、金子
演 - 渡辺慎一郎、白仁裕介、石塚初美
天宮寺グループに融資している京明銀行、西北銀行、大成銀行の担当者。融資の一括返済を迫る。

記者
演 - 本多新也、深見由真、田代琴美、西本銀二郎、井吹カケル
美琴を取材する記者たち。

女性
声 - 金野恵子
「徳川銀行を切った」と電話してきた美琴に対し「切られたのはあなた方のほうですよね？」と返す銀行の女性。

秘書
演 - 川上洋平（［Alexandros］）
宗一郎の秘書。

## スタッフ
- 脚本 - 小峯裕之[1]、神田優、山岡潤平
- ナレーション - 津田健次郎[71]
- 音楽 - 得田真裕
- 主題歌 - [Alexandros]「金字塔」（Polydor Records / RX-RECORDS）[72]
- プライベートバンカー監修 - 賓田惠介
- 金融監修 - 木下勇人、小林義崇（よしたか）、宿輪純一
- 演出 - 西浦正記[1]、山本大輔、保坂昭一
- ゼネラルプロデューサー - 横地郁英（テレビ朝日）[1]
- プロデューサー - 秋山貴人（テレビ朝日）、髙木萌実（テレビ朝日）、菊池誠（アズバーズ）[1]
- 制作協力 - アズバーズ[1]
- 制作 - テレビ朝日[1]

## 放送日程
| 話数                                                                        | 放送日  | サブタイトル                               | 脚本     | 演出     | 視聴率 |
| --------------------------------------------------------------------------- | ------- | ------------------------------------------ | -------- | -------- | ------ |
| 第1話                                                                       | 1月09日 | これは実在する仕事です                     | 小峯裕之 | 西浦正記 | 9.0%   |
| 第2話                                                                       | 1月16日 | 殺人犯を暴き…7032億を守れ!                 | 小峯裕之 | 西浦正記 | 6.9%   |
| 第3話                                                                       | 1月23日 | 一族内で誘拐!!娘ムコ社員の逆襲             | 小峯裕之 | 西浦正記 | 6.6%   |
| 第4話                                                                       | 1月30日 | 会見をやり直し!? ドンの裏金を暴け!         | 神田優   | 山本大輔 | 7.1%   |
| 第5話                                                                       | 2月06日 | 99％バレない横領!? 社員Xの（秘）アテンド   | 神田優   | 山本大輔 | 7.4%   |
| 第6話                                                                       | 2月13日 | 5000億円相続バトル…開幕!!                  | 山岡潤平 | 西浦正記 | 6.7%   |
| 第7話                                                                       | 2月20日 | 親子でお家騒動!娘の反乱…母を追放!!         | 山岡潤平 | 保坂昭一 | 6.7%   |
| 第8話                                                                       | 2月27日 | 記憶なくした創業者…相続税を0円にする方法!? | 小峯裕之 | 西浦正記 | 7.3%   |
| 最終話                                                                      | 3月06日 | 衝撃の告白                                 | 小峯裕之 | 西浦正記 | 6.9%   |
| 平均視聴率 7.2%（視聴率はビデオリサーチ調べ、関東地区・世帯・リアルタイム） |         |                                            |          |          |        |

- 初回は21時 - 22時の6分拡大放送。

## スピンオフドラマ
『御子柴修の超!プライベートなバンカー』のタイトルで、動画配信サービス「TELASA」にて、1月30日の第4話放送終了後から配信中。主演は上杉柊平。

### キャスト（スピンオフドラマ）
- 御子柴修 - 上杉柊平
- 飯田芹奈 - 秋好美桜[84]
- 志穂 - 重田千穂子[84]
- 正木塔子 - 冨手麻妙（#2）

### スタッフ（スピンオフドラマ）
- 脚本 - 若杉栞南[84]
- 演出 - 保坂昭一[84]、佐藤恵梨子、山本大輔
- ゼネラルプロデューサー - 横地郁英（テレビ朝日）
- プロデューサー - 秋山貴人（テレビ朝日）、髙木萌実（テレビ朝日）、菊池誠（テレビ朝日）
- 制作協力 - アズバーズ
- 制作 - テレビ朝日

### 配信日程（スピンオフドラマ）
| 各話  | 配信日  | 演出       |
| ----- | ------- | ---------- |
| 第1話 | 1月30日 | 保坂昭一   |
| 第2話 | 2月13日 | 佐藤恵梨子 |
| 第3話 | 2月27日 | 山本大輔   |